# Pacto parasocial
Con el término pacto parasocial, pacto de sindicación o pacto reservado se designa al acuerdo realizado al margen del texto básico de la regulación de una sociedad mercantil: el estatuto. Este pacto puede realizarse entre los accionistas de la sociedad, entre un grupo de accionistas y la propia sociedad o entre un grupo y terceros.
Pueden darse por diversos motivos:
- Los estatutos de una compañía son públicos, mientras que el texto de un pacto parasocial es un documento privado, confidencial para las partes (con alguna excepción, dependiendo de la regulación de cada país).
- Este tipo de acuerdos suelen involucrar a un grupo reducido de socios, con lo cual es más sencillo llegar a acuerdos sobre su modificación, revisión o terminación.
- Permiten fijar obligaciones entre los firmantes, con la posibilidad de establecer cláusulas de indemnización en caso de incumplimiento del acuerdo.